# Ciron (rzeka)
Ciron – rzeka we Francji, przepływająca przez tereny departamentów Landy, Lot i Garonna oraz Żyronda, o długości 97 km. Stanowi lewy dopływ rzeki Garonny.